# Andreas Bach
Andreas Bach (Erfurt, 10 de octubre de 1968) es un deportista alemán que compitió en ciclismo en las modalidades de pista, especialista en la prueba de persecución por equipos, y ruta.
Ganó dos medallas en el Campeonato Mundial de Ciclismo en Pista, oro en 1994 y plata en 1993.

## Medallero internacional
| Campeonato Mundial | Campeonato Mundial | Campeonato Mundial | Campeonato Mundial      |
| Año                | Lugar              | Medalla            | Competición             |
| ------------------ | ------------------ | ------------------ | ----------------------- |
| 1993               | Hamar (Noruega)    | Medalla de plata   | Persecución por equipos |
| 1994               | Palermo (Italia)   | Medalla de oro     | Persecución por equipos |